# ۴۹۴ (قمری)
۴۹۴ (قمری)، چهارصد و نود و چهارمین سال در گاهشماری هجری قمری است. اول محرم این سال برابر با سیزدهم نوامبر سال ۱۱۰۰ میلادی است.